# Philip Schaff
Pour les articles homonymes, voir Schaff.
Ne doit pas être confondu avec Philippe Schaaf.
Philip Schaff, né le 1er janvier 1819 à Coire et mort le 20 octobre 1893 à New York, est un théologien protestant, historien des religions et bibliste d'origine suisse formé en Allemagne. Il passe la majeure partie de sa vie aux États-Unis, où il a délivré son enseignement et publié ses œuvres.

## Biographie
Né à Coire, dans le canton des Grisons, Philip Schaff fait ses études secondaires à Stuttgart. Aux universités de Tübingen, de Halle et de Berlin, il reçoit l'influence de Ferdinand Christian Baur, d'August Tholuck et de Julius Müller, de David Strauss et surtout d'August Neander.
Il obtient son diplôme de maîtrise de théologie (1841) à l'université de Berlin et commence à y enseigner en tant que Privatdozent, avec un cours sur l'exégèse biblique et l'histoire du christianisme. En 1843, il est nommé professeur de littérature biblique et d'histoire de l'Église au Séminaire allemand réformé de Mercersburg, en Pennsylvanie.
Lors d'un séjour au Royaume-Uni, Schaff fait la connaissance d'Edward Bouverie Pusey et d'autres tractariens.
Son discours inaugural sur The Principle of Protestantism, prononcé à Reading (Pennsylvanie) (1844), et sa « théologie de Mercersburg » semblent trop proches du catholicisme au goût de certains, et Schaff est soupçonné d'hérésie, ce dont il est acquitté à l'unanimité lors du synode d'York en 1845.
Nommé professeur à l'Union Theological Seminary de New York en 1870, Schaff y occupe les chaires d'encyclopédie théologique, de symbolique chrétienne et d'hébreu, puis d'enseignement des Écritures et enfin d'histoire de l'Église. Il est également président du comité de traduction de l'American Standard Version of the Bible, travail qui ne sera achevé qu'en 1901, après sa mort.
Partisan de l'œcuménisme, Philip Schaff espérait que le pape renoncerait au dogme de l'infaillibilité pontificale promulgué en 1870 par le concile Vatican I, et s'attacherait à réunifier la chrétienté.

## Publications
- History of the Apostolic Church (1853)
- The Life and Labors of St. Augustine (1854)
- History of the Christian Church (8 vol.) (1858-1890)
- Slavery and the Bible (1861)
- The Creeds of Christendom, with a History and Critical Notes (3 vols., 1877), vol. I, vol. II, vol. III
- Through Bible Lands: Notes of Travel in Egypt, the Desert and Palestine (New York: American Tract Society, 1878)
- A Library of Religious Poetry. A collection of The Best Religious Poems of all Ages and Tongues (with Arthur Gilman) (London: 1881)
- The New Schaff-Herzog Encyclopedia of Religious Knowledge